# Legge elettorale italiana del 1860
La legge elettorale italiana del 1860 fu una legge elettorale maggioritaria adottata dal Regno di Sardegna e utilizzata dal Regno d'Italia per le elezioni dal 1861 (VIII legislatura) fino alle elezioni del 1880 (XIV legislatura).

## Contesto storico
A seguito delle nuove annessioni seguite alla spedizione dei Mille, fu attuata una riforma della legge elettorale del Regno di Sardegna del 1859.

## Descrizione
La legge era un maggioritario a doppio turno: accedevano a ballottaggio i due candidati che al primo turno avessero ottenuto più voti. La base elettorale (unicamente maschile) era censitaria: potevano votare solo quei cittadini che pagassero almeno 40 lire di tasse all'anno, oppure 20 lire se potevano dimostrare alle urne di saper leggere e scrivere. Per tutti era richiesta la maggiore età fissata a 25 anni. Erano però ammessi anche magistrati, professori e ufficiali. Nell'Italia unita, questo sistema permetteva di far votare appena il 2% della popolazione del Regno. Il Senato del Regno, invece, era di nomina regia.
La legge rimase in vigore anche dopo l'unità d'Italia fino a quando il IV governo Depretis la sostituì con una nuova legge che abbassò la soglia censitaria e sostituì i collegi elettorali uninominali con dei collegi plurinominali.
La nuova legge fu impiegata per la prima volta nelle elezioni del 1882.